# Vírgula de série
Na pontuação da língua inglesa, uma vírgula de série ou vírgula serial (também chamada de vírgula de Oxford ou vírgula de Harvard), é uma vírgula colocada imediatamente após o penúltimo termo (ou seja, antes da conjunção coordenativa [geralmente e ou ou]) em uma série de três ou mais termos. Por exemplo, uma lista de três países pode ser pontuada como "França, Itália e Espanha" (sem a vírgula serial) ou "França, Itália, e Espanha" (com a vírgula serial).
As opiniões entre escritores e editores diferem quanto ao uso da vírgula serial, e o uso também difere um pouco entre as variedades regionais do inglês. O inglês britânico permite construções com ou sem esta vírgula, enquanto no inglês americano é comum e às vezes até considerado obrigatório usar a vírgula. A maioria dos guias de estilo americano exige o uso da vírgula serial, incluindo o estilo APA, The Chicago Manual of Style, Garner's Modern American Usage, The MLA Style Manual, Strunk e Elements of Style de White e o Manual de Estilo do Gabinete de Impressão do Governo dos EUA. Em contraste, o livro de estilo da Associated Press desaconselha isso. No Canadá, o livro de estilo publicado pela The Canadian Press desaconselha isso. A maioria dos guias de estilo britânico não impõe seu uso. The Economist Style Guide observa que a maioria dos escritores britânicos só o usa quando necessário para evitar ambiguidade. No entanto, alguns guias de estilo britânico exigem isso, mais notavelmente The Oxford Style Manual.
O The Oxford Companion to the English Language observa que, "O uso varia quanto à inclusão de uma vírgula antes e no último item ... Essa prática é controversa e é conhecida como vírgula serial ou vírgula de Oxford, porque faz parte do estilo de casa da Oxford University Press." Há casos em que o uso da vírgula serial pode evitar ambiguidade e também casos em que seu uso pode introduzir ambiguidade.

## Na língua portuguesa
A ambiguidade da vírgula de série também se apresenta na língua portuguesa, mas é menos intensa, visto que, diferente do inglês, os adjetivos não são antepostos. No português, usa-se a vírgula antes da conjunção "e" em polissíndetos, relações adversativas e orações coordenadas formadas por sujeitos distintos. Exemplos de frases ambiguas no português:
- "Feliz, ousado, pai e filho de Deus!"[17] (sem a vírgula de série) / "Feliz, ousado, pai, e filho de Deus!" (com a vírgula de série)
- “Foram classificados os times: verde e branco, vermelho e preto e azul” (sem a vírgula de série) / “Foram classificados os times: verde e branco, vermelho e preto, e azul” (com a vírgula de série)

## Argumentos a favor e contra
Argumentos comuns para o uso consistente da vírgula de série:
1. O uso da vírgula é consistente com a prática convencional da região.[18]
2. Corresponde melhor à cadência falada das frases.[19]
3. Pode resolver a ambiguidade.[20][21][22]
4. Seu uso é consistente com outros meios de separação de itens em uma lista (por exemplo, quando ponto e vírgula são usados para separar itens, um é sempre incluído antes do último item).[23]
5. Sua omissão pode sugerir uma conexão mais forte entre os dois últimos itens de uma série do que realmente existe.[24]

Argumentos comuns contra o uso consistente da vírgula de série:
1. O uso da vírgula é inconsistente com a prática convencional da região.[25]
2. Pode introduzir ambiguidade.
3. Onde o espaço é escasso, a vírgula adiciona volume desnecessário ao texto.

Muitas fontes são contra o uso sistemático e a evitação sistemática da vírgula serial, fazendo recomendações de uma forma mais matizada.

## Ambiguidade

### Resolvendo ambiguidade
Omitir a vírgula serial pode criar ambiguidade. Os escritores que normalmente evitam a vírgula serial costumam usar uma para evitar ambiguidade. Considere esta dedicação ao livro apócrifo:
Aos meus pais, Ayn Rand e Deus.
Há ambiguidade sobre a linhagem do escritor, porque "Ayn Rand e Deus" pode ser lido como uma aposição ao meus pais, levando o leitor a acreditar que o escritor afirma que Ayn Rand e Deus são os pais. Uma vírgula antes e remove a ambiguidade:
Para meus pais, Ayn Rand, e Deus.
Mas as listas também podem ser escritas de outras maneiras que eliminam a ambiguidade sem introduzir a vírgula serial, como alterando a ordem das palavras ou usando outra pontuação, ou nenhuma, para introduzi-las ou delimitá-las (embora a ênfase possa ser alterada):
Para Deus, Ayn Rand e meus pais.
Um exemplo coletado por Nielsen Hayden foi encontrado em um relato de jornal de um documentário sobre Merle Haggard:
Entre os entrevistados estavam suas duas ex-esposas, Kris Kristofferson e Robert Duvall.
Uma vírgula serial após "Kris Kristofferson" ajudaria a evitar que isso fosse entendido como Kris Kristofferson e Robert Duvall sendo as ex-esposas em questão.
Outro exemplo é:
Meu café da manhã habitual é café, bacon com ovos e torrada.
Não está claro se os ovos estão sendo agrupados com o bacon ou a torrada. Adicionar uma vírgula serial remove esta ambiguidade:
Meu café da manhã habitual é café, bacon com ovos, e torrada.

### Criando ambiguidade
Em algumas circunstâncias, o uso da vírgula serial pode criar ambiguidade. Se a dedicatória do livro acima for alterada para
Para minha mãe, Ayn Rand, e Deus
a vírgula serial após Ayn Rand cria ambiguidade sobre a mãe do escritor porque usa pontuação idêntica à usada para uma frase apositiva, não deixando claro se esta é uma lista de três entidades (1, minha mãe; 2, Ayn Rand; e 3, Deus) ou de apenas duas entidades (1, minha mãe, que é Ayn Rand; e 2, Deus).

### Ambiguidade não resolvida
O The Times uma vez publicou uma descrição involuntariamente humorística de um documentário de Peter Ustinov, observando que "os destaques de sua turnê global incluem encontros com Nelson Mandela, um semideus de 800 anos e um colecionador de vibradores". Isso ainda seria ambíguo se uma vírgula serial fosse adicionada, já que Mandela ainda poderia ser confundido com um semideus, embora ele fosse impedido de ser um colecionador de vibradores.
Ou considere
Eles foram para Oregon com Betty, uma empregada, e uma cozinheira.
Isso é ambíguo porque não está claro se "uma empregada" é um aposto que descreve Betty, ou a segunda em uma lista de três pessoas. Por outro lado, removendo a vírgula final:
Eles foram para Oregon com Betty, uma empregada e uma cozinheira.
deixa a possibilidade de que Betty seja empregada doméstica e cozinheira (com "uma empregada e uma cozinheira" lidas como uma unidade, em oposição a Betty). Portanto, neste caso, nem o estilo vírgula de série nem o estilo sem vírgula de série resolvem a ambiguidade. Um escritor que pretende escrever uma lista de três pessoas distintas (Betty, empregada doméstica, cozinheira) pode criar uma frase ambígua, independentemente de a vírgula serial ser adotada. Além disso, se o leitor não sabe qual convenção está sendo usada, ambas as versões são sempre ambíguas.
Estas formas(entre outras) removeriam a ambiguidade:
- Uma pessoa
  - Eles foram para Oregon com Betty, que era uma empregada e uma cozinheira.
  - Eles foram para Oregon com Betty, que era ambas uma empregada e uma cozinheira.
  - Eles foram para Oregon com Betty (empregada e cozinheira).
  - Eles foram para Oregon com Betty, sua empregada e cozinheira.
- Duas pessoas
  - Eles foram para Oregon com Betty (uma empregada) e uma cozinheira.
  - Eles foram para Oregon com Betty – uma empregada – e uma cozinheira.
  - Foram para Oregon com Betty, uma empregada, e uma cozinheira.
  - Foram para Oregon com a empregada Betty e uma cozinheira.
  - Eles foram para Oregon com uma cozinheira e Betty, uma empregada doméstica.
- Três pessoas
  - Eles foram para Oregon com Betty, bem como uma empregada e uma cozinheira.
  - Foram para Oregon com Betty e uma empregada e uma cozinheira.
  - Eles foram para Oregon com Betty, uma empregada e uma cozinheira.
  - Eles foram para Oregon com uma empregada, uma cozinheira, e Betty.
  - Eles foram para Oregon com uma empregada, uma cozinheira e Betty.
  - Eles foram com Betty para Oregon com uma empregada e uma cozinheira.

### Em geral
- A lista x, y e z não é ambígua se y e z não podem ser lidos como em aposição a x.
- Da mesma forma, x, y e z não são ambíguos se y não pode ser lido como em aposição a x.
- Se nem y nem y[,] e z puderem ser lidos como em aposição a x, então ambas as formas da lista não são ambíguas; mas se y e y e z podem ser lidos como em aposição a x, então ambas as formas da lista são ambíguas.
- x e y e z não são ambíguos se x e y e y e z não podem ser agrupados.

As ambiguidades muitas vezes podem ser resolvidas pelo uso seletivo de ponto e vírgulas em vez de vírgulas; isso às vezes é chamado de função de "super vírgula" de ponto e vírgula.